# María Vaner
María Vaner Robledo (* 23. März 1935 in Madrid, Spanien; † 21. Juli 2008 in Buenos Aires) war eine argentinische Filmschauspielerin.

## Leben
Ihre Eltern waren María Luisa Robledo und Pedro Aleandro. Ihre Schwester ist die Schauspielerin Norma Aleandro. Vaner wurde während einer Theatertournee durch Spanien geboren. Gemeinsam mit ihrem Ehemann Leonardo Favio hatte sie zwei Kinder, ihr Sohn Leonardo Jurado ist ebenfalls Schauspieler.
Vor ihrer Filmkarriere arbeitete sie als Bühnenbildnerin für den Canal 7. Dort lernte sie Daniel Tinayre kennen und unterschrieb einen Vertrag bei der Produktionsfirma Argentina Sono Film.  Ihr Debüt gab sie 1958 im Film El Secuestrador. 2008 wurde der letzte Film, La mujer sin cabeza (Deutsch: Die Frau ohne Kopf) veröffentlicht. Danach wurde noch ein Kurzfilm, Ciudad invisible, ausgestrahlt. Sie trat in 55 Filmen auf.

## Filmografie
- 1958: The Kidnapper
- 1958: In Burning Darkness
- 1959: Simiente humana
- 1960: El bote, el río y la gente
- 1961: Tres veces Ana
- 1962: Prisioneros de una noche
- 1962: The Old Young People
- 1962: Dar la cara (nicht veröffentlicht)
- 1962: Un largo silencio (Kurzfilm, 1963)
- 1963: Racconto
- 1963: Ella vuelve desde la mañana (Kurzfilm)
- 1964: Me First
- 1964: Sombras en el cielo
- 1964: El octavo infierno
- 1965: Chronicle of a Boy Alone
- 1967: El romance del Aniceto y la Francisca
- 1968: Turismo de carretera
- 1969: Todos a la vez (Kurzfilm)
- 1970: El monstruo no ha muerto (TV-Mini-Serie, 2 Folge)
- 1971: Ciclo de teatro argentino (TV-Serie, 1 Folge)
- 1971: El caradura y la millonaria
- 1971: El ángel de la muerte (TV-Movie)
- 1971: El caradura y la millonaria
- 1971: El ángel de la muerte (TV-Movie)
- 1972: Persona (TV-Serie, 3 Folgen)
- 1972: El exterminador (Mini-Serie, 29 Folgen)
- 1972: Heroine
- 1973: El barón de Brankován, El exterminador (TV-Mini-Serie, 3 Folgen)
- 1973: La mala vida
- 1970–1974: Alta comedia (TV-Serie, 21 Folgen)
- 1974: La balada del regreso
- 1975: Bodas de cristal
- 1975: Little Raoul
- 1975: A Woman
- 1976: Los que estamos solos (TV-Serie, 19 Folgen)
- 1976: No toquen a la nena
- 1976: El grito de Celina
- 1978: Proceso a la infamia
- 1979: La insólita y gloriosa hazaña del cipote de Archidona
- 1979: Escrito en América (TV-Serie, 1 Folge)
- 1981: Kargus
- 1984: La señora Ordóñez (TV-Serie, 39 Folgen)
- 1984: Becoming Aware
- 1984: In Retirement
- 1985: Adiós, Roberto
- 1985: Bairoletto, la aventura de un rebelde
- 1986: Insomniacs
- 1986: Pinocho
- 1987: Valeria (TV-Serie, 134 Folgen)
- 1987: Los dueños del silencio
- 1987: Sentimientos: Mirta de Liniers a Estambul
- 1988: Con la misma bronca
- 1989: Corps perdus
- 1989: La ciudad oculta
- 1998: Alas, poder y pasión (TV-Serie, 120 Folgen)
- 1998: The Angry Toy
- 2002: Sin intervalo
- 2006: Cheese Head
- 2008: The Headless Woman
- 2008: Ciudad invisible (Kurzfilm)

## Auszeichnungen
- Cóndor de Plata

La mujer sin cabeza (2008) (Mejor Actriz de Reparto)
Los jóvenes viejos (1962) (beste Schauspielerin)
Tres veces Ana (1961) (beste Schauspielerin)